# Hélène de Troie (film, 1924)
Pour les articles homonymes, voir Hélène de Troie.
Hélène de Troie (Helena) est un péplum muet allemand réalisé par Manfred Noa en 1924. 

## Synopsis
L'histoire d'Hélène et de son enlèvement par Pâris, qui déclencha la guerre de Troie.

## Fiche technique
- Titre français : Hélène de Troie
- Titre original : Helena
- Réalisateur : Manfred Noa
- Assistant réalisateur : Hans Schönmetzler
- Scénario : Hans Kyser
- Image : Ewald Daub, Gustave Preiss
- Son : -
- Format : N&B (1,33:1) -35mm
- Langue originale : allemand
- Décorateurs de plateau : Peter Rochelsberg, Otto Völckers
- Création des costumes : Leo Pasetti, Walter Wesener
- Production : Bavaria Film, Münchner Lichtspielkunst AG (Emelka)
- Distributeur : Bayerische Film
- Durée : 204 minutes (3h 24 minutes)
- Dates de sortie : 
  - Allemagne  République de Weimar : 
    - 21 janvier 1924 (première partie)
    - 4 février 1924 (seconde partie)
- Producteur de la version restaurée (2001) : Stefan Drössler
- Distributeur de la version restaurée (2001) : Munich Filmmuseum

## Distribution
- Edy Darclea : Hélène
- Vladimir Gajdarov : Pâris
- Albert Steinrück : Priam
- Adele Sandrock : Hécube
- Carl de Vogt : Hector
- Friedrich Ulmer (crédité « Fritz Ulmer ») : Ménélas
- Carlo Aldini : Achille
- Carl Lamac : Patrocle
- Karl Wüstenhagen : Agamemnon
- Hanna Ralph : Andromaque
- Albert Bassermann : Ésaque
- Ferdinand Martini : Agélaos
- Rudolf Meinhard-Jünger (crédité « Rudolph Meinhard ») : Thersite
- Otto Kronburger : Ulysse